# KW – Das Heizkraftwerk

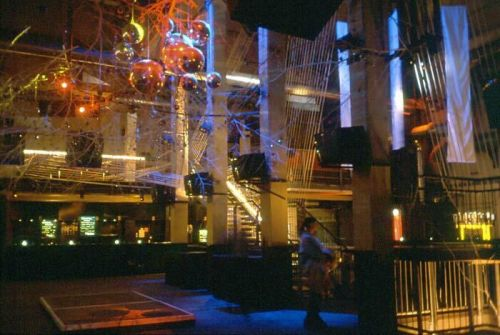
Main Floor des KW

KW – Das Heizkraftwerk war ein Techno-Club in München, der vom Oktober 1996 bis zum 31. Januar 2003 existierte.

## Geschichte

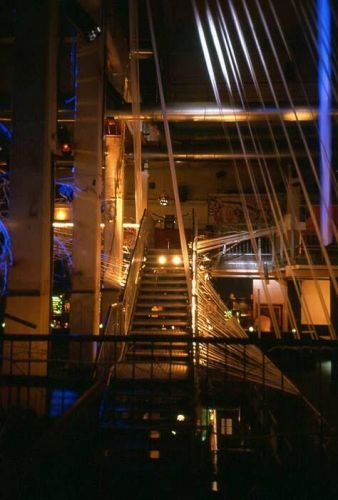
Treppe zur Empore

Der im Sprachgebrauch meist nur kurz als KW (für Kraftwerk) bezeichnete Club wurde 1996 in einem ehemaligen Heizkraftwerk auf dem Gelände der ehemaligen Pfanni-Werke im Kunstpark Ost im Münchner Stadtteil Berg am Laim eröffnet. Neben den Berliner Clubs Tresor und E-Werk, den Frankfurter Etablissements Dorian Gray und Omen und den ebenfalls in München damals ansässigen Clubs Natraj Temple, Ultraschall und Millennium zählte das KW in den 1990er Jahren zu den bekanntesten Clubs der Technokultur in Deutschland.

### Bekannter Auftrittsort von Weltstars
Der Club war ein bekannter Auftrittsort von Stars der Techno- und Popszene. Der New Yorker David Morales war der Premierengast der World League genannten Samstagsveranstaltung, welche das erste Mal am 31. Oktober 1996 im KW stattfand. Neben Morales spielten regelmäßig internationale DJ-Größen und Live-Acts wie Sven Väth, Carl Cox, Paul van Dyk, Armand van Helden, Daft Punk, Masters at Work, Talla 2XLC, Marc Spoon, DJ Sneak, Frankie Knuckles, Erick Morillo, Bob Sinclar oder Westbam teils exklusiv im KW, wenn sie in München waren. Ebenso wählten internationale Pop-Stars wie Boy George oder Jimmy Somerville von Bronski Beat das KW für ihre Konzerte. Solche Ereignisse lockten dann regelmäßig tausende von Besuchern, die auch überregional zureisten, in den Kunstpark Ost, und bald hatte sich das KW europaweit einen Namen gemacht.

### Programm und Festivals
Das musikalische Programm des Clubs konzentrierte sich sowohl auf Techno- als auch auf Housemusik. Die Freitagsveranstaltung Powerplant setzte den Schwerpunkt auf Techno. Die Samstagsveranstaltung World League, die als eine der bekanntesten Münchner Eventreihen bis heute (Stand 2020) in anderen Clubs fortlebt, war dagegen der Housemusik sowie Gastauftritten internationaler Stars gewidmet. Zu den Residents des KW zählten unter anderem René Vaitl und DJ Tomcraft. Die Türpolitik des Clubs galt als vergleichsweise streng. Das KW stellte wiederholt eigene Lovemobiles auf bekannten Technoparaden wie der Berliner Loveparade oder dem Münchner Union Move. Auch war der Club an weiteren bekannten Großveranstaltungen der Technoszene wie der Rave City beteiligt.

### Ende des Clubs
Mit dem Ende des Kunstpark Ost nach einem Betreiberwechsel musste auch das KW am 31. Januar 2003 gehen, wobei als Grund die starke Lautstärke des Clubs angegeben wurde. Die letzte Platte im KW wurde wieder von David Morales aufgelegt, der bereits der Premierengast war. 2004 entstand in Zusammenarbeit mit der Münchner Kindl Stiftung für Münchner Kinder die gemeinnützige Kindererlebniswelt „Kulti-Kids“ im ehemaligen Heizkraftwerk, während einige Partyreihen des KW in anderen Münchner Locations weitergingen. Das noch heute bestehende Heizkraftwerk soll im neu entstehenden Münchner Werksviertel dem künftigen Zentralpark weichen.

## Aufbau des Clubs
Der Club befand sich im früheren betriebseigenen Heizkraftwerk von Pfanni, und versprühte den Charme einer alten Industrie-Produktionsstätte. Er stellt damit ein frühes Beispiel für die heute typische Umnutzung von stillgelegten Kraftwerken und ihrer robusten Kulisse als Techno-Club dar, wie sie später beispielsweise auch beim Berliner Berghain (2004), dem zweiten Tresor (2007) und dem ebenfalls in München beheimateten MMA Club (2014) folgen sollte. Das KW war in drei Ebenen unterteilt: den Hauptbereich mit dem Main Floor, die Empore mit einer Lounge und den Keller. Der hallenartige Hauptbereich wurde durch meterhohe Säulen aus Beton und eine lange Stahltreppe unterteilt, welche zur Empore führte. Im Club gab es mehrere Bars, und auch einen Chill-out-Bereich im Freien. Durch die räumliche Nähe zu Ultraschall und Natraj Temple hatte sich das KW wie diese Clubs auch gegen das sogenannte Club-Sharing zu behaupten.

## Galerie

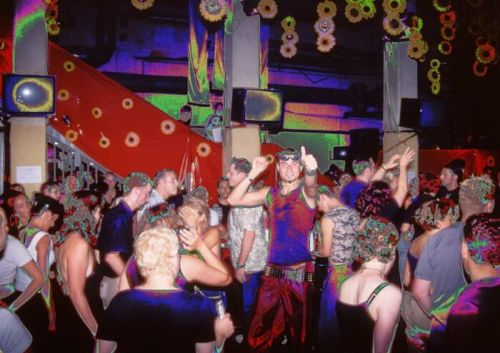
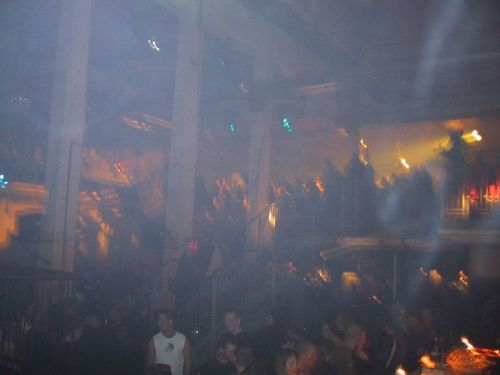
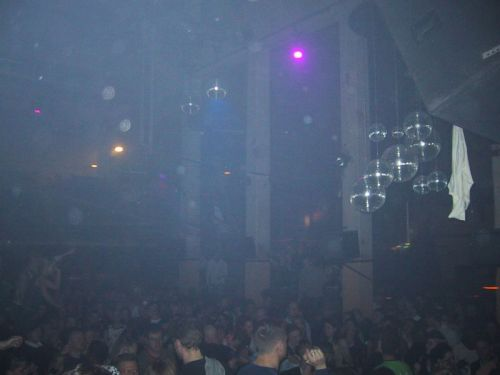
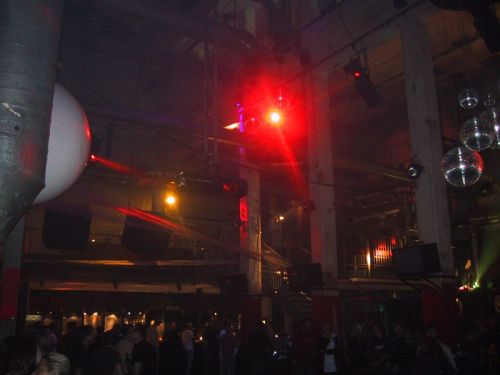
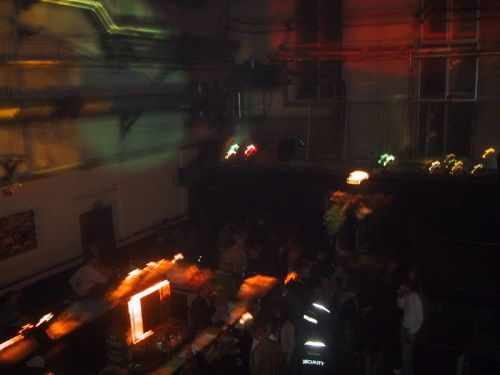
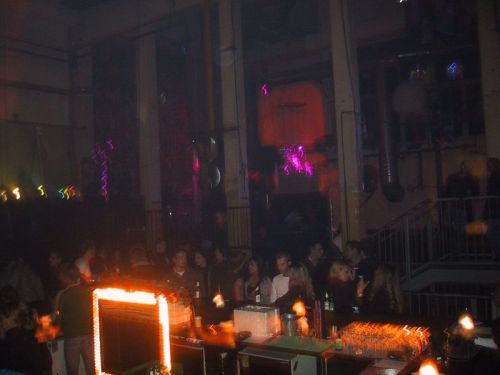
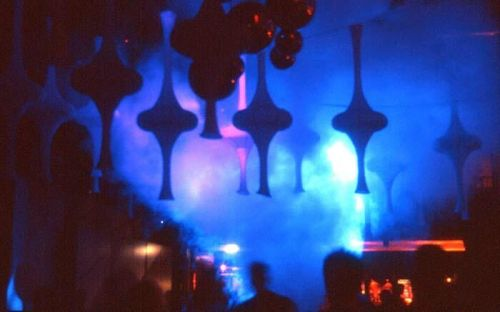

## Sonstiges
Der Fernsehsender MTV2 Pop wählte das KW im Jahr 2002 im Rahmen der ODC 40 Club Tour als einen von "drei der angesagtesten deutschen Metropolen-Clubs" für ein eigenes Live-Spezial aus. Sven Väth empfiehlt das KW in einem Spiegel Special über die Clubkultur von 1998 als einen der 5 angesagtesten Clubs. Der damalige Resident DJ Tomcraft testete seinen weltbekannten Hit Loneliness (#1 UK Single Charts, #1 UK Dance Charts, #10 DE) das erste Mal im KW am Publikum. Im Fernsehfilm Totentanz der Krimireihe Tatort fungiert das KW als Filmkulisse für den fiktionalen Szene-Club K2.